# Hán Khẩu
Hán Khẩu (giản thể: 汉口; phồn thể: 漢口; pinyin: Hànkǒu; Wade-Giles: Hankow) là một trong ba thành phố, cùng với Vũ Xương và Hán Dương, được nhập với nhau thành Vũ Hán ngày nay. Cùng với hai thành phố kia, Hán Khẩu nằm ở cửa Hán Thủy, nơi nó nhập vào Trường Giang. Hán Khẩu là nơi có cảng chính của Hồ Bắc. Hán Khẩu từng là nhượng địa cho các nước Anh, Pháp, Đức, Nga, Nhật.